# Stephen Moore
Stephen Thomas Moore (al-Khamis, 20 gennaio 1983) è un rugbista a 15 australiano di origine irlandese, tallonatore dei Reds in Super Rugby; a tutta la Coppa del Mondo di rugby 2015 vanta 102 presenze in Nazionale.

## Biografia
Nato in Arabia Saudita da genitori irlandesi, crebbe a Galway; nel 1988 la famiglia si trasferì in Australia e si stabilì nel Queensland.
Moore compì gli studi a Brisbane ed entrò nel club di rugby dell'Università del Queensland, presso cui conseguì la laurea in scienze.
Rappresentante a livello provinciale nel Queensland, esordì con la relativa franchise, i Reds, nel Super 12 2002 contro i sudafricani Bulls.
Dopo aver militato nelle selezioni giovanili esordì, nel 2005, negli Wallabies in un test match contro Samoa; due anni più tardi fu inserito nella rosa che prese parte alla Coppa del Mondo di rugby 2007 in Francia.
Nel 2008 firmò un contratto triennale per i Brumbies, formazione di Canberra.
Tifoso del club calcistico inglese del Liverpool, Moore ha dichiarato di voler laurearsi in Medicina dopo il termine della sua carriera agonistica.
Nel dicembre 2009 Moore fu uno dei quattro australiani invitati dai Barbarians per l'incontro di fine tour della Nuova Zelanda a Twickenham.
Prese parte alla Coppa del Mondo di rugby 2011 in Nuova Zelanda, raggiungendo il terzo posto, e quattro anni più tardi fu designato capitano della squadra alla Coppa del Mondo di rugby 2015 in Inghilterra, in cui la squadra giunse fino alla finale per poi perdere contro la Nuova Zelanda.